# Goga Agamirow
Goga Grigorjewicz Agamirow (ros. Гога Григорьевич Агамиров, orm. Գոգա Աղամիրով; ur. 5 sierpnia?/18 sierpnia 1916 w Groznym, zm. 11 kwietnia 1997 w Woroneżu) – radziecki lotnik wojskowy, pułkownik, Bohater Związku Radzieckiego (1944).

## Życiorys
Urodził się w ormiańskiej rodzinie robotniczej. Skończył 9 klas, później pracował jako ślusarz, w 1937 ukończył szkołę lotnictwa cywilnego w Bałaszowie i został pilotem nowosybirskiego oddziału Zachodniosyberyjskiego Zarządu Lotnictwa Cywilnego. Od 1940 należał do WKP(b). Od czerwca 1942 uczestniczył w wojnie z Niemcami jako dowódca oddziału pułku lotniczego Specjalnej Zachodniej Grupy przy 1 Armii Powietrznej Frontu Zachodniego, potem instruktor 74 samodzielnej eskadry szkolnej. W październiku 1942 został pilotem 1 eskadry transportowo-bombowej 1 samodzielnego pułku lotnictwa cywilnego, działając dla Sztabu Ruchu Partyzanckiego Frontu Zachodniego i zabezpieczając łączność partyzantów z Wielką Ziemią oraz dostarczając partyzantom amunicję i zaopatrzenie. W czerwcu 1943 został powołany do Armii Czerwonej i 23 lipca zaliczony w skład 22 gwardyjskiego pułku dalekiego zasięgu, w składzie którego wykonywał naloty na węzły kolejowe i centra przemysłowe przeciwnika. W 1943 i 1944 bombardował obiekty w Helsinkach, od marca do czerwca 1944 działał w składzie samodzielnej grupy lotniczej dla utrzymywania łączności z oddziałami Narodowej Armii Wyzwolenia Jugosławii, wykonał 44 loty do Jugosławii, dostarczając partyzantom łącznie ponad 20 ton ładunku i przewożąc 40 oficerów. W czerwcu 1944 został dowódcą eskadry 337 pułku lotniczego 5 Gwardyjskiej Dywizji Lotniczej 4 Gwardyjskiego Korpusu Lotniczego Lotnictwa Dalekiego Zasięgu. Do października 1944 wykonał 218 lotów bojowych, w tym 76 (z czego 54 nocą) w składzie lotnictwa cywilnego i 142 (wszystkie nocą) w składzie Lotnictwa Dalekiego Zasięgu, za co otrzymał tytuł Bohatera Związku Radzieckiego. Bombardował węzły kolejowe w Briańsku, Orle, Krasnohradzie, Połtawie i Orszy. W 1943 wykonał wiele nalotów na artylerię przeciwnika pod Leningradem i wziął udział w bitwie o Dniepr. Po wojnie kontynuował służbę w armii, w 1957 ukończył kursy doskonalenia kadry oficerskiej przy Akademii Wojskowo-Powietrznej, później był dowódcą pułku lotniczego i naczelnikiem garnizonu w Workucie, w 1972 został zwolniony do rezerwy w stopniu pułkownika.

## Odznaczenia
- Złota Gwiazda Bohatera Związku Radzieckiego (5 listopada 1944)
- Order Lenina (5 listopada 1944)
- Order Czerwonego Sztandaru (trzykrotnie, 24 listopada 1942, 20 października 1943 i 4 czerwca 1955)
- Order Aleksandra Newskiego (16 maja 1945)
- Order Wojny Ojczyźnianej I klasy (dwukrotnie, 14 kwietnia 1944 i 11 marca 1985)
- Order Czerwonej Gwiazdy (trzykrotnie, 29 kwietnia 1954, 5 listopada 1954 i 6 maja 1970)
- Medal „Za zasługi bojowe” (6 listopada 1947)
- Medal „Partyzantowi Wojny Ojczyźnianej” i klasy (24 czerwca 1943)
- Medal „Za obronę Leningradu” (1944)
- Order Partyzanckiej Gwiazdy I klasy (Jugosławia)

I inne.